# Batalha de Posada

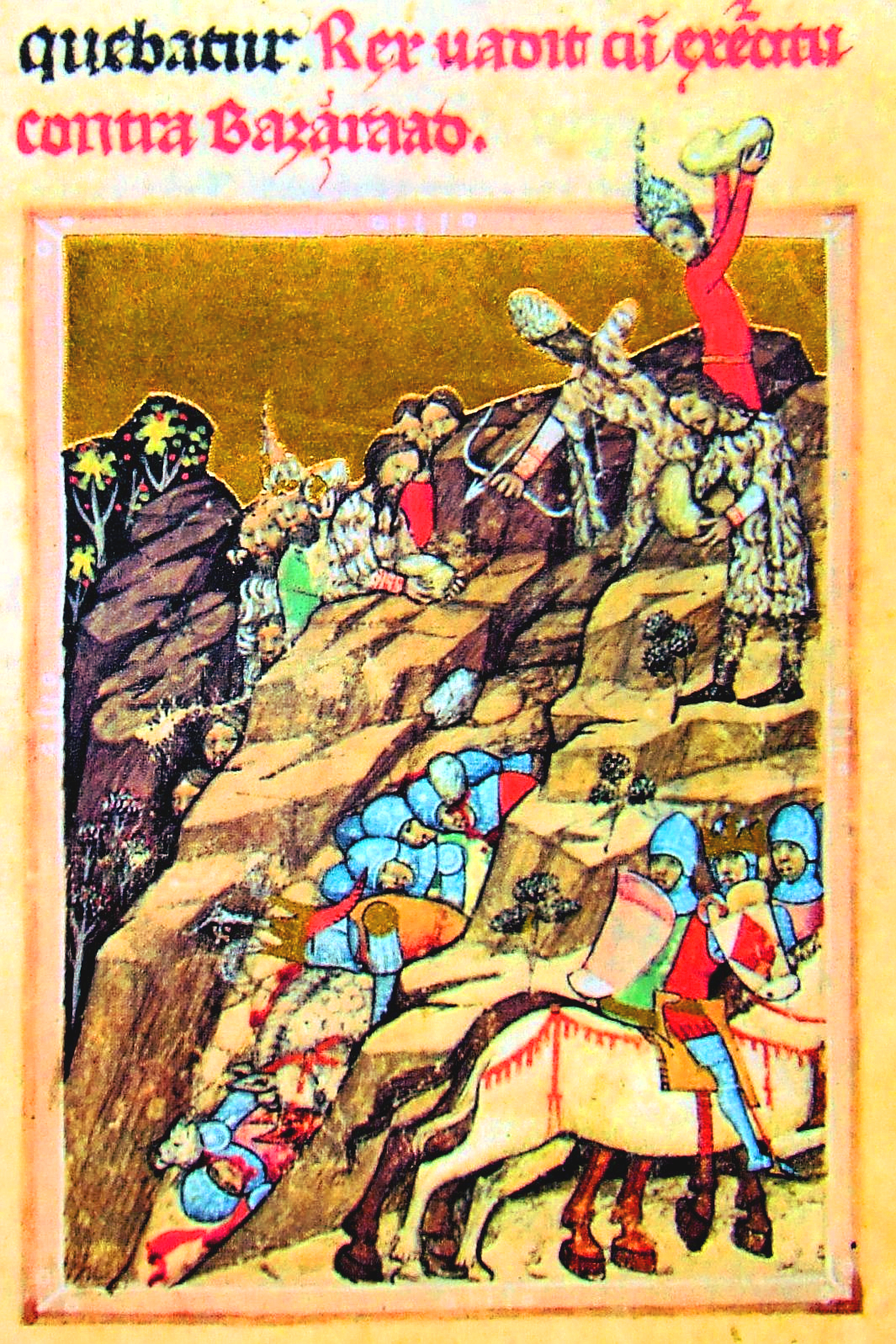
O exército de Carlos I da Hungria emboscado pelo exército de Bassarabe em Posada da Crônica Iluminada de Viena (1370/1373). Os guerreiros valáquios (romenos) rolaram rochas sobre as bordas do penhasco em um lugar onde os cavaleiros montados húngaros não podiam escapar deles nem escalar as alturas para desalojar os guerreiros valáquios.

A Batalha de Posada (9 a 12 de novembro de 1330 foi travada entre Bassarabe I da Valáquia e Carlos I da Hungria).
O pequeno exército da Valáquia liderado por Bassarabe, formado por cavalaria e arqueiros a pé, além de camponeses locais, conseguiu emboscar e derrotar o exército húngaro de 30 000 homens, em uma região montanhosa.[carece de fontes?]
A batalha resultou em uma grande vitória da Valáquia. Sălăgean escreve que a vitória "sancionou a independência da Valáquia da coroa húngara" e alterou seu status internacional. Georgescu descreve a Valáquia como o "primeiro principado romeno independente". Embora os reis da Hungria continuassem a exigir lealdade dos voivodas da Valáquia, Bassarabe e seus sucessores cederam a eles apenas temporariamente no século 14.